# ساکسون (کارولینای جنوبی)
ساکسون(به انگلیسی: Saxon) شهری در ایالت کارولینای جنوبی کشور ایالات متحده آمریکا است که جمعیت آن در سرشماری سال ۲۰۱۰ میلادی، ۳٬۴۲۴ نفر بوده‌است.